# Polonaise

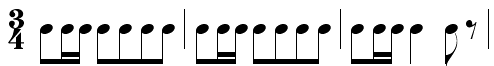
Typischer Rhythmus einer Polonaise

Die Polonaise (von französisch: danse polonaise „polnischer Tanz“; italienisch Polacca, polnisch Polonez) ist ein polnischer Nationaltanz, bei dem Tanzpaare im Reigen und moderaten Tempo nach bestimmten Figuren würdevoll und majestätisch zu einer Musik im Polonaise-Rhythmus durch den Saal schreiten.
2023 wurde die Polonaise als traditioneller polnischer Tanz in die UNESCO-Liste des immateriellen Kulturerbes der Menschheit aufgenommen.

## Geschichte

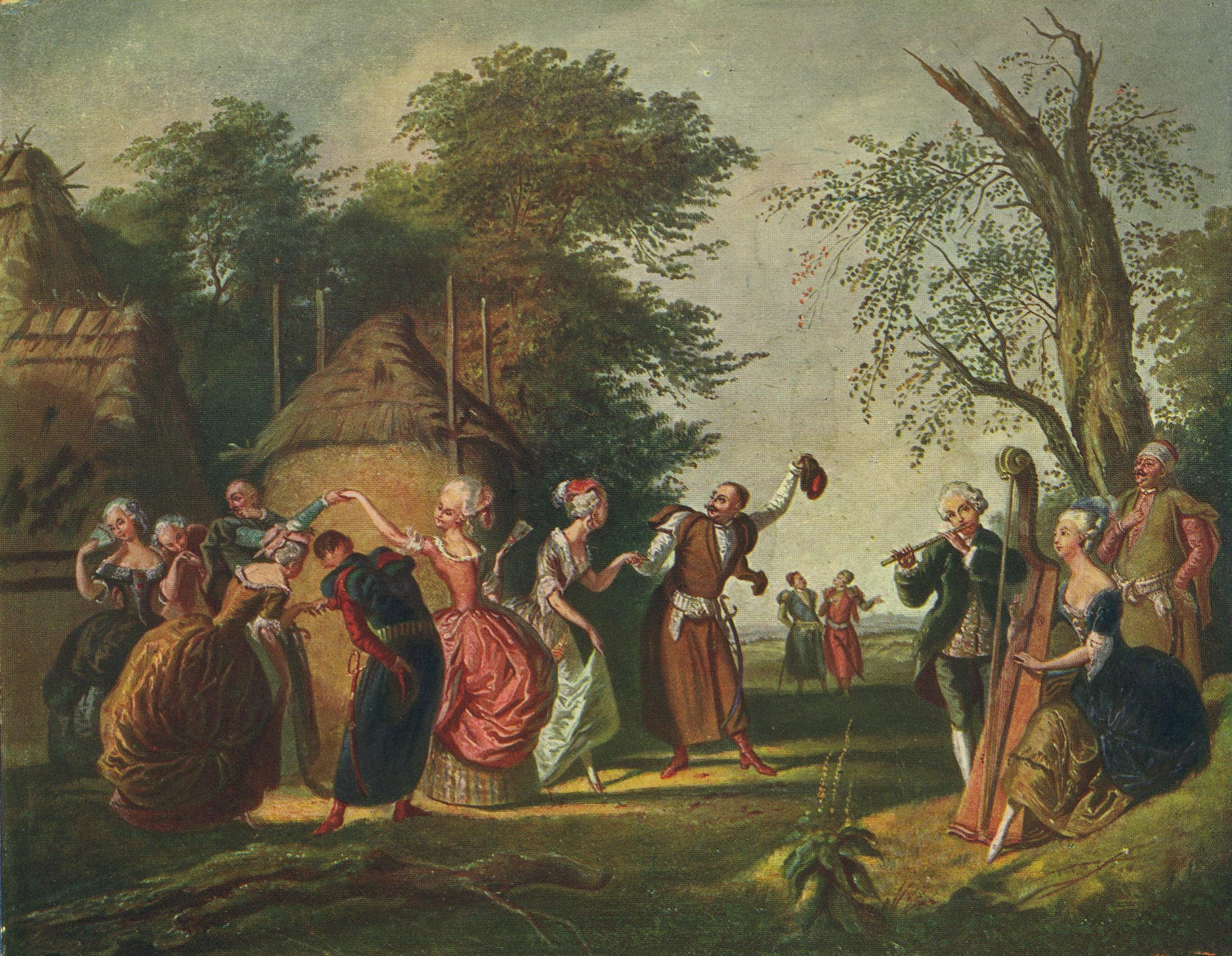
Korneli Szlegel: „Polonaise unter freiem Himmel“

Der Tanz entstand Ende des 16. und Anfang des 17. Jahrhunderts als Prozessionstanz auf den Groß- und Kleinadelhöfen der Szlachta (polnischer Adel). Auf dem Land tanzte man die Polonaise hauptsächlich während Hochzeitsfeiern. In der Volksmusik wurde der Tanz aber je nach Region als Gehtanz, Langsamer, Großer, Gänse- oder Hopfentanz bezeichnet. Der Name „Polonaise“ entstand erst um 1730. Der Tanz hatte sich zuvor durch den Hof Heinrichs III. von Frankreich, des vormaligen Königs von Polen, zunächst in Frankreich verbreitet und wurde danach in den Ballsälen der europäischen Adelshöfen populär. Auf Französisch sprach man deshalb von der danse polonaise (dem polnischen Tanz). Die polnische Bezeichnung Polonez leitet sich auch vom französischen Begriff Polonaise her.
Die Polonaise ist neben der Mazurka und Krakowiak der älteste polnische Nationaltanz. Als Prozessionstanz wird der taniec polski (polnischer Tanz) Ende des 16. und Anfang des 17. Jahrhunderts auf den Groß- und Kleinadelhöfen der Szlachta (polnischer Adel) populär. In der Volksmusik wurde er je nach Region als Chodzony (Gehtanz), Langsamer, Großer, Gänse- oder Hopfentanz bezeichnet. Im ausgehenden 16. und 17. Jahrhundert ist die Polonaise vornehmlich in deutschen Sammlungen unter den Bezeichnungen Taniec polski, Chorea polonica oder Polacca überliefert, so z. B. in der Orgeltabulatur von E.N. Ammerbach (1583) oder im Lautenbuch von Johannes Arpinus (nach 1585). Der Name „Polonaise“ entstand erst um 1730, als der Tanz sich durch Heinrich III. zunächst in Frankreich verbreitete und danach in den Ballsälen der europäischen Adelshöfe populär wurde, man auf Französisch von der danse polonaise (polnischer Tanz) sprach. Die polnische Bezeichnung Polonez leitet sich also vom französischen Wort „Polonaise“ her.
Die Polonaise im Dreiertakt mit der charakteristischen abtaktigen rhythmischen Figur  und dem Schlusstakt  ist in dieser Form erst aus dem frühen 18. Jahrhundert bekannt. Instrumental stilisierte Vorstufen finden sich im Lautenbuch der Virginia R. von Gehama (ca. 1604). Johann Sebastian Bach schrieb bis 1750 stark stilisierte Polonaisen (z. B. in den Französischen Suiten und der Orchestersuite Nr. 2 in h-Moll). Seit Ludwig van Beethoven, dessen einzige Polonaise C-Dur op. 89 im Jahre 1814 für die Zarin Elisabeth Alexejewna entstand, wird die ursprüngliche Beschwingtheit und Würde wieder zur Geltung gebracht. Bezeichnend ist, dass die berühmtesten Polonaisen im Ausland komponiert wurden, und zwar hauptsächlich während der Zeit nach den Teilungen Polens (1772–1918), in der das polnische Volk um seine Unabhängigkeit und die Wiedergründung seines Staates kämpfte. Dazu gehört u. a. die Polonaise für Klavier in a-Moll „Pożegnanie Ojczyzny“ (Abschied vom Vaterland) des polnischen Adligen Michał Kleofas Ogiński, die er 1794 komponierte, nachdem er wegen neuer politischer Unruhen sein Landgut Zalesie bei Vilnius verlassen musste. Als stilisierte, sogenannte melancholische Polonaise ist sie nicht für den Tanz bestimmt, sondern eines der frühesten Musikwerke der Romantik, geprägt einerseits von wehmütiger Romantik des Abschieds, im Mittelteil andererseits von Nationalbewusstsein. Auf viele Komponisten übte Ogińskis Polonaise großen Einfluss aus. Sie ist heute in zahlreichen Arrangements bekannt, auch als Klingelton fürs Mobiltelefon. Auch in den Nationalopern von Stanisław Moniuszko wie z. B. Halka und Das Gespensterschloss finden sich bekannte Polonaisen.
Zahlreiche nichtpolnische Komponisten schrieben Polonaisen, so z. B. Wilhelm Friedemann Bach, Wolfgang Amadeus Mozart, Franz Schubert, Vincenzo Bellini, Carl Maria von Weber, Robert Schumann, Franz Liszt, Moritz Moszkowski, Friedrich Baumfelder, Mauro Giuliani, Modest Mussorgsky, Pjotr Iljitsch Tschaikowski und Alexander Scriabin.
Die berühmtesten Polonaisen schrieb jedoch Frédéric Chopin. Seine Polonaise A-Dur op. 40,1 „Militärische“ und Polonaise As-Dur „Heroische“ gehören zu seinen bedeutendsten Klavierwerken und sind bevorzugte Stücke vieler Klaviervirtuosen.
Heute wird die Polonaise als Einleitung von Bällen getanzt, zum Beispiel zur „Fächerpolonaise“ von Carl Michael Ziehrer. Im Film Pan Tadeusz aus dem Jahr 1999 wird am Ende feierlich zu einer Polonaise von Wojciech Kilar getanzt.
Die Nationalhymne Finnlands und die Nationalhymne Estlands – beide haben dieselbe Melodie – sind im Polonaise-Rhythmus geschrieben. Die Polonaise findet sich auch in den polnischen Weihnachtsliedern: W żłobie leży, Dzisiaj w Betlejem, Bóg się rodzi, Serca ludzkie się radują, aber auch in O Tannenbaum. Nach dem Walzer zählt die Polonaise zu den beliebtesten Tänzen auf Hochzeiten.

## Tanz einer Polonaise
Die Grundfigur ist die Promenade. Obwohl es ein eher langsamer Tanz, ein etwas beschleunigtes Andante, ist, wird er durch abwechslungsreiche Figuren bereichert. Zu den bekanntesten zählen Viererreihe, Kreise, Serpentinen und Tunnel (Brücke). Die Tänzer stehen in Paaren hintereinander, wobei die beiden ersten Paare die Führung übernehmen und die Figuren vorgeben. Dazu kommen auch Figuren, die die einzelnen Paare individuell tanzen.
Der langgezogene, fließende Schritt wird durch eine stolze Haltung unterstrichen, die das Markenzeichen der Polonaise ist. Von den Paaren wird ein majestätischer Schritt verlangt, der Stolz und Würde ausstrahlen soll. Die Tanzpaare tanzen nebeneinander und schreiten Arm in Arm nebeneinanderher. Anschließend stoppen sie, schauen sich an und verbeugen sich. Die Verbeugung wird mehrfach, auch zwischen den Figuren, wiederholt. Der Tanzschritt beginnt mit einer leichten Kniebeugung (plié) eines Beins, das zweite Bein wird dafür anschließend gestreckt, es folgen zwei Schritte nacheinander.

## Kleidung
Insbesondere in den Jahren seiner Entstehung und zu Zeiten seiner höchsten Popularität wurden spezielle Kostüme getragen, die auch heute noch verbreitet sind. Da der Tanz vor allem im Adel verbreitet war, wurde eine solche Mode, wie sie zu jener Zeit populär war, verwendet. Die Herren tragen einen Kontusz, einen langen Mantel mit pelzgefütterten Armen, umgürtet mit einem großen Ziergürtel aus Satin und Seide (Pas słucki), dazu hohe Stiefel und Pelzhüte mit Federn und Schmuck. Die Frisur bestand aus einem rasierten Kopf mit einem oberen Haarbüschel sowie lange Schnurrbärte. Die Frauen trugen ebenfalls einen Kontusz, jedoch mit geschlitzten Armen. Die Pelzmütze war Juwelen bedeckt. Unter den Jacken trugen sie lange Röcke und ebenfalls Stiefel. Etwas später, als die Polonaise Volkstanz wurde, kamen auch kürzere Röcke in Mode.
Zur Zeit des Napoleons waren auch Waffen, vor allem ein Säbel, Mode sowie eine eher militärische Uniformierung. Auch wurde zu dieser Zeit das Haupthaar offen im griechischen Stil getragen.
Heute sind vor allem Volkstrachten zu sehen.

## Party-Tanz
Weiter gibt es den Begriff Polonaise / Polonäse auch für Tänze, bei denen sich eine große wandernde Menschenschlange bildet, indem eine Person vorausgeht und dann jede weitere Person sich an den Schultern der vor ihr gehenden Person festhält. Diese Art Polonaise war schon beliebt und verbreitet, bevor Gottlieb Wendehals 1981 in seinem deutschen Stimmungslied Polonäse Blankenese das Publikum aufforderte: „Wir ziehen los mit ganz großen Schritten, und Erwin fasst der Heidi von hinten an die Schulter.“ Diese Tanzbewegungen, die fester Bestandteil von Karneval, Fastnacht und Fasching in Deutschland sind, werden umgangssprachlich als „Polonaise tanzen“ bezeichnet, haben aber mit dem historischen Tanz nichts gemein. Auch wurde das Stimmungslied weder im Polonaise-Rhythmus komponiert noch kann man dazu klassisch Polonaise tanzen.